# Cheilotrichia liliputina
Cheilotrichia liliputina är en tvåvingeart som först beskrevs av Alexander 1930.  Cheilotrichia liliputina ingår i släktet Cheilotrichia och familjen småharkrankar.
Artens utbredningsområde är Taiwan. Inga underarter finns listade i Catalogue of Life.